# Morrinhos do Sul
Morrinhos do Sul este un oraș în Rio Grande do Sul (RS), Brazilia.